# Macaria loricaria
Macaria loricaria is een nachtvlinder uit de familie van de spanners (Geometridae).
De spanwijdte van deze vlinder is 25 tot 29 millimeter bij het mannetje. Het vrouwtje heeft vleugelstompjes van zo’n 4 millimeter en kan niet vliegen.
De soort gebruikt wilg, berk en populier als waardplanten. De rups is te vinden van mei tot in juli. De vliegtijd is van halverwege juli tot in augustus. De soort overwintert als ei.
De soort komt van Fennoscandinavië en de Baltische Staten tot Sachalin. Ook in Noord-Amerika.